# 夜のプレイリスト
『夜のプレイリスト』（よるのプレイリスト）は、NHK-FM放送で2015年3月31日未明（3月30日深夜）から2024年3月16日未明（3月15日深夜）まで放送されていた音楽番組である。放送時間は毎週火 - 土曜0時から0時50分（月 - 金曜深夜）。

## 概要
「私の人生と共に在った5枚の『イチ押し』アルバム」をテーマとして、毎週、各界の著名人1人がゲストディスクジョッキーを務め、その著名人が人生の岐路に立った時、そして運命に出会ったときなど、節目ごとに聞いていた思い出に残るアルバムを毎日1枚ずつ、合計5枚紹介する番組である。そして、それにまつわる思い出や様々な人生模様について語る。
この番組は1980年代に放送されていた夜の間奏曲の拡大版である。この番組ではアルバムの思い出なるものは省略され、話題になったディスクから15分間抜粋で紹介するのみであった。また、同じような趣旨の番組に『私の名盤コレクション』（2005・2006年度の平日24時台）があった。
2024年春の番組改編で、3月15日未明（3月16日深夜）の放送をもって終了。9年の放送に幕を閉じた。後継番組は、『マイ・フェイバリット・アルバム』（22:30 - 23:20）。

## 放送日時
- 本放送：火 - 土曜 0時00分 - 0時50分（月 - 金曜深夜）
- 再放送：2022年度をもって廃止
  - 放送翌週の月 - 金曜 18時00分 - 18時50分（2015年度 - 2021年度）

仙台放送局を含む東北地方（月曜）とさいたま放送局、横浜放送局は除く[4]。
  - 放送翌週の月 - 金曜 10時00分 - 10時50分（2022年度）[5]

それまで放送していた前週同曜日23時台の番組の再放送と枠を入れ替え。差し替えなしの全国同時放送となる。